# Реактивне знецінення
Реакти́вне (Реакці́йне) знеці́нення — це когнітивне упередження, яке виникає, коли оцінка певної пропозиції знижується, якщо вважається, що пропозиція надана супротивником. Існування цього упередження було запропоновано Лі Д. Россом, професором Стенфордського університету, та Констанс Стіллінгер.
У першому експерименті, проведеному 1991 року, Стіллінгер з колегами опитували у США перехожих, чи вони підтримають програми різкого двостороннього зниження ядерного озброєння. Якщо перехожим казали, що програма походить від президента США Рональда Рейгана, 90% зазначили, що це буде на перевагу США або рівноцінно; якщо їм казали, що пропозиція походить від якоїсь групи місцевих політичних аналітиків, 80% вважали, що вона буде на користь США або рівноцінна; але якщо перехожим казали, що пропозиція надійшла від Михайла Горбачова, лише 44% зазначили, що вона буде на користь США чи нейтральною.
В іншому експерименті тогочасна суперечка у Стенфордському університеті змусила університет позбавитись активів у ПАР через режим апартеїду. Студентів Стенфорда попросили оцінити план університету з виходу з інвестицій у ПАР до того, як про нього було повідомлено публіці, та після. Пропозиції, які включали і ту, яка була реалізована, оцінили вище, коли вони були гіпотетичними.
У ще одному дослідженні науковці ознайомлювали учасників з ізраїльським корінням мирну пропозицію, яка була насправді запропонована Ізраїлем. Якщо учасникам казали, що пропозиція отримана з палестинського джерела, вони її оцінювали нижче, ніж коли їм казали, що пропозиція ізраїльська. Якщо учасникам, що вважали себе «яструбами», казали, що пропозиція надійшла від «голубиного» уряду Ізраїлю, вони вважали, що вона відносно погана для Ізраїлю та добра для Палестини; якщо учасники вважали себе «голубами», такого не спостерігалось.
Реакційне знецінення може бути спричинено уникненням втрат або поляризацією ставлень або наївним реалізмом.